# Guy-Marie Oury
Pour les articles homonymes, voir Oury.
Guy-Marie Oury, né le 29 octobre 1929 à Tours et mort le 12 novembre 2000 à l’Abbaye de Solesmes, est un historien et un bénédictin franco-canadien.

## Biographie
La biographie de Guy-Marie Oury a été notamment retracée par le général Montigaud, président de la Société archéologique de Touraine, à l'occasion de l'éloge prononcé lors de la séance de cette société, le 25 novembre 2000 (document cité dans la section « Bibliographe » de cet article).
Né à Tours, Guy-Marie Oury entre comme novice à l'abbaye de Solesmes en 1947 et fait sa profession religieuse deux années plus tard. Il est ordonné prêtre en 1954.
Professeur à la faculté de théologie de l'université catholique de l'Ouest, il est appelé à collaborer avec Martina Monette de l'abbaye Sainte-Marie des Deux-Montagnes pour compléter la publication des écrits de Marie de l'Incarnation commencée par Dom Janet en 1929.
Nommé chapelain du monastère de moniales du cœur immaculé de Marie à Westfield dans le Vermont comté d'Orléans en 1981, il collabore au centre Marie-de l'Incarnation de l'université Laval, à la Société archéologique de Touraine et à la revue Esprit et vie.
Il enseigne à l'université du Maine aux États-Unis. Auteur de plus de quatre-vingt livres et deux cents articles scientifiques, il revient à Solesmes en 1998 avec le titre de père-maître des novices, où il meurt deux ans plus tard d'une hémorragie cérébrale.

## Publications

### Ouvrages
- Correspondance, 1971
- Ce que croyait Marie de l'Incarnation : et comment elle vivait de sa foi, 1972
- Marie de l'Incarnation (1599-1672), 1973
- Madame de la Peltrie et ses fondations canadiennes, 1974
- La Messe de s. Pie V à Paul VI, 1975
- Les débuts du Missionnaire Sigogne en Acadie, 1975
- Marie de l'Incarnation : la relation autobiographique de 1654, 1976
- La Touraine au fil des siècles, 1976
- Histoire de l'Église, 1978
- La Tradition bénédictine: Prières de tous les temps, 1978
- Dom Guéranger et le Cardinal Taschereau, 1979
- L’Abbaye Notre-Dame d'Alménèches-Argentan (Orne), 1979
- Le pays de Loches, 1979
- Marie de l'Incarnation : physionomie spirituelle, 1980
- La Messe romaine et le Peuple de Dieu dans l'histoire, 1981
- La vie de la Vénérable Mère Marie de l'Incarnation, 1981
- Jeanne-Mance, 1983
- Sœur Marie de Saint-Pierre Carmélite de Tours (1816-1848), 1983
- Jeanne Mance et le rêve de M. De La Dauversière, 1983
- Les Saints de Touraine, 1985
- La fondation de l'abbaye Sainte-Marie des Deux-Montagnes, 1986
- La Croix et le Nouveau-Monde : histoire religieuse des francophones d'Amérique du Nord, 1987
- Saint-Martin de Tours, l'homme au manteau partagé, 1987
- Le Viêt Nam des Martyrs et des Saints, 1988
- La vie de la Vénérable Mère Marie de l'Incarnation, 1989
- L'abbaye Notre-Dame de Wisques, 1989
- L'abbé de la Corne de Chaptes, 1989
- Une famille canadienne dans la tourmente révolutionnaire : Le Chevalier de La Corne
- Jérôme Le Royer, Sieur de la Dauversière : l'homme qui a conçu Montréal, 1991
- Dans les prisons de Loches : Élisabeth de la Corne, 1991
- Les projets des missions monastiques de Mgr de Saint-Vallier, 1992
- Pierre Chevrier, co-seigneur de l'île de Montréal, 1992
- La liquidation judiciaire des biens de Jérôme Le Royer de la Dauversière et le financement de Montréal, 1994
- Collectanea cisterciensia, 1995
- Les Enfants de Jérôme Le Royer de la Dauversière, le fondateur de Montréal, 1995
- Dom Albert Jamet, éditeur de Marie de l'Incarnation, 1995
- Albert Tessier (1894-1976), 1996
- Premiers déboires du fondateur de Montréal ; Jérôme Le Royer de la Dauversière et M. de la Barre, 1997
- Lumière et force: Mère Cécile Bruyère, première abbesse de Sainte-Cécile, 1997
- Un martyr canadien de la Révolution française : Henri de Noyelle, moine bénédictin, 1999
- Les Ursulines de Québec, 1999
- L'expérience de Dieu avec Marie de l'Incarnation, 1999
- Dom Guéranger : moine au cœur de l’Église, 2000

### Articles
(liste non exhaustive)
- L'idéal monastique dans la vie canoniale, le Bienheureux Hervé de Tours (†1022), dans Revue Mabillon, 207, 1962, tome LII.
- « Un saint céphalophore de Touraine? Saint Quentin », biographie critique publié en 1979 (d’après plusieurs textes anciens)  in les Analecta Bollandiana, 97, Issue 3-4, pages 289-300

## Honneurs
- Membre de la Société des Dix, 1983
- Ordre des francophones d'Amérique, 1989